# 드로호비치주

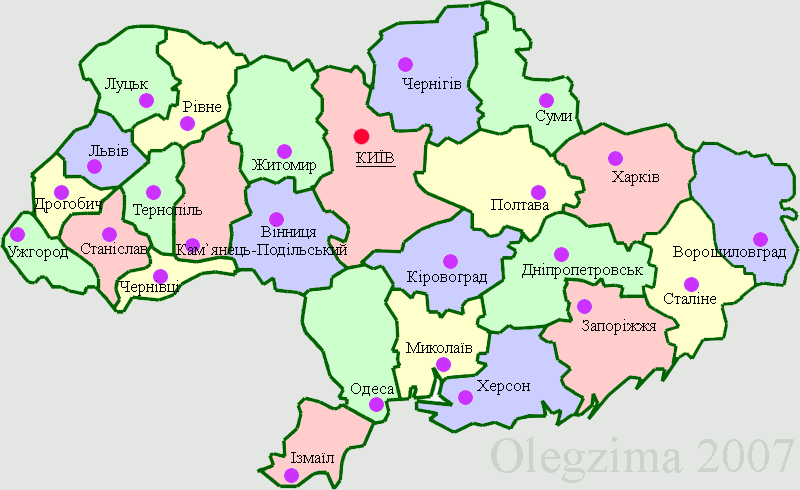
우크라이나 소비에트 사회주의 공화국의 지도 (1946년 ~ 1954년)

드로호비치주(우크라이나어: Дрогобицька область)는 1939년 12월 4일부터 1959년 5월 21일까지 소련의 우크라이나 소비에트 사회주의 공화국에 있던 주로 주도는 드로호비치였으며 면적은 9,600km2(1956년 당시 기준), 인구는 853,000명(1956년 당시 기준)이었다.
1939년 12월 4일에 소련의 폴란드 침공 이후에 르비우주, 리우네주, 스타니슬라우주(이바노프란키우스크주), 테르노필주, 볼린주와 함께 신설된 6개 주 가운데 하나였다. 1959년 5월 21일을 기해 르비우주에 합병되면서 소멸되었다.